# The Spy (chanson)
Pour les articles homonymes, voir The Spy et Spy.
The Spy est une chanson de rock psychédélique, jazz et blues rock du groupe The Doors, composée par Jim Morrison, John Densmore, Robby Krieger et Ray Manzarek extraite de l'album Morrison Hotel.

## Composition
Lyriquement, la chanson parle de la relation difficile entre Morrison et sa petite amie Pamela Courson, basée sur le roman d'Anaïs Nin de 1954.

## Reprises
The House of Love a repris The Spy parmi les titres figurant sur le simple I don't know why I love you en 1989. Un an plus tard, le groupe sort une compilation sans titre, mais généralement nommée A spy in the house of love, d'après le titre du roman d'Anaïs Nin, figurant sur la photo de couverture de l'album.